# Plumíferos
Plumíferos é uma animação feita em computador argentina, e a primeira animação comercial à ser desenvolvida inteiramente em um software livre, o PlumiBlender, uma versão modificada do Blender. O filme ainda está em desenvolvimento, pelo Manos Digitales Animation Studio, mas alguns trailers já foram mostrados, na Blender Conference de 2005 e de 2006. O trailer oficial foi mostrado em 10 de março de 2007 no Mar del Plata Film Festival, na Argentina.

## Sinopse
Plumíferos conta a história de Juan e Feifi na busca pela liberdade. Seu personagem principal é um pardal que se chama Juan.

## Elenco
| Ator (voz)       | Personagem  |
| ---------------- | ----------- |
| Luisana Lopilato | Feifi       |
| Mariano Martínez | Juan        |
| Carla Peterson   | Clarita     |
| Mirta Wons       | Libia       |
| Luis Machín      | Sr. Puertas |
| Peto Menahem     | Pipo        |
| Esteban Prol     | Aguilucho   |

## Enredo
Juan: um pardal que se sente ordinário e subestima sua própria raça. Acidentalmente, ele põe sua própria vida em risco, e isso muda a forma como vê, fazendo com que sinta-se único.
Feifi: uma bela canária que tenta escapar de uma gaiola de um magnata (Sr. Puertas, em português, Sr. Portas, em inglês, Mr. Gates), e inicia a tentativa de uma nova vida em liberdade, como um pássaro comum.
Ambos precisarão ser algo que eles não são e irão enfrentar perigo e aventuras com seus amigos (Libia, Pipo, Clarita e outros). Um gato atrapalhado, algumas aves psicóticas e Sr. Puertas irão fazer tudo mais difícil para eles. Juan e Feifi tentarão transformar seus destinos para sentir-se realmente livres.